# Synaphopsila hummeli
Synaphopsila hummeli är en tvåvingeart som beskrevs av Friedrich Georg Hendel 1934. Synaphopsila hummeli ingår i släktet Synaphopsila och familjen rotflugor. Inga underarter finns listade i Catalogue of Life.